# カエルになった王子様
『カエルになった王子様』（カエルになったおうじさま、原題：王子變青蛙）は2005年に台湾ドラマ史上、視聴率No.1を記録したロマンティック・コメディ（ラブコメディ）ドラマ。全30話。出演は、中華民国台湾のアイドルグループ、183CLUBのミン・ダオ、同じく183CLUB兼5566のサム・ワン。そして、女性アイドルグループから7Flowersのジョー・チェン、ジョイス・チャオを迎え、その他のJ☆STARメンバーも出演している。

## キャスト
| 役名                                                | 俳優名                               | 吹替え声優 |
| --------------------------------------------------- | ------------------------------------ | ---------- |
| シャン・ジュンハオ （單均昊）                       | 明道 （ミンダオ、183CLUB）           | 青木誠     |
| イェー・テンユ （葉天瑜）                           | 陳喬恩 （ジョー・チェン、七朵花）    | 高瀬郁子   |
| シュ・ズチェン （徐子騫）                           | 王紹偉 （サム・ワン、183CLUB/5566）  | 笹沼晃     |
| ファン・ユンシ （范芸熙）                           | 趙虹喬 （ジョイス・チャオ、七朵花）  | 河原木志穂 |
| チャン・ミンハン （張明寒）                         | GINO （K-ONE）                       |            |
| リー・ダウェイ （大偉）                             | 黃玉榮 （ホアン・ユーロン、183CLUB） |            |
| ジンジ母さん （陳金枝）                             | 王琄 （ワン・チュアン）              |            |
| イェー・ジュンゼ （葉正哲）                         | 安東尼 （アントニー、Lala）          |            |
| ジュンハオの母 （江采月）                           | 李戴玲 （リー・ダイリン）            |            |
| タン・シュンミン （唐順明）                         | 趙舜 （チャオ・シュン）              | ヤスヒロ   |
| ウー・ユエジョ （吳月嬌） ウー・フンジョ （吳鳳嬌） | 呂曼茵 （リュー・マンイン）          |            |
| シェフ （傅宇南）                                   | 那維勳 （ナー・ウェイシュン）        |            |
| アーション （阿勝）                                 | 胡康星 （フー・カンシン）            |            |
| ユェン社長 （袁總）                                 | 孫興 （スン・シン）                  |            |
| ゲイリー （Gary）                                   | 楊浩 （ヤン・ハオ）                  |            |

## ストーリー
- 第1章 お金持ちの嫁になる
- 第2章 真実の愛 出現
- 第3章 意外な幸せ
- 第4章 王子がカエルに
- 第5章 愛が芽生えた時
- 第6章 好きな人のために
- 第7章 あなたのため
- 第8章 窮地に陥った姫
- 第9章 私の青蛙王子
- 第10章 真相
- 第11章 消えた童話
- 第12章 目を覚まして
- 第13章 忘れられた愛
- 第14章 近くて遠い存在
- 第15章 事態が変わる
- 第16章 意外な共通点
- 第17章 手の届かない恋人
- 第18章 10秒間の愛
- 第19章 試練
- 第20章 ときめき
- 第21章 目覚め
- 第22章 愛の復活
- 第23章 難題
- 第24章 心の選択
- 第25章 急展開
- 第26章 カエルになった王子様
- 第27章 心配ごと
- 第28章 最後の流星群
- 第29章 王子を救出する姫
- 第30章 真実の愛

## 音楽
- オープニングテーマ 「迷魂計」 183CLUB
- エンディングテーマ 「真愛」 183CLUB

## ソフトウェア

### DVD
販売元はブロードウェイ
- 「王子變青蛙〜カエルになった王子様 DVD-BOX I」（2006年2月3日）
- 「王子變青蛙〜カエルになった王子様 DVD-BOX II」（2006年3月3日）

販売元はビデオメーカー
- 「カエルになった王子様 コレクターズBOX」（2009年6月5日）